# Vadim din Persia
Vadim (cunoscut și ca Bademe și Bademus) a fost un cetățean nobil și bogat din Bethlapeta (Persia), care a fondat o mănăstire în apropiere. A fost arestat, împreună cu unii dintre ucenicii săi, și martirizat în anul 376; el a fost recunoscut ulterior ca sfânt mucenic și este prăznuit în ziua de 9 aprilie.

## Martiriu
În al treizeci și șaselea an al perioadei de persecuții anticreștine ale regelui persan Șapur al II-lea (309-379), Vadim a fost arestat împreună cu șapte dintre călugării săi. El a fost ținut patru luni de zile în lanțuri într-o temniță, fiind maltratat zilnic. În același timp, un nobil persan creștin pe nume Nersan, prinț al Areiei, a fost întemnițat pentru că a refuzat să se convertească la zoroastrism. La început, acesta a părut hotărât să-și păstreze credința, dar la vederea torturilor a cedat și a promis că se va converti. Pentru a testa sinceritatea declarației lui Nersan, regele Șapur a ordonat ca Vadim să fie mutat în celula lui Nersan, care era, de fapt, o încăpere a palatului regal. Șapur i-a poruncit lui Nersan să-l ucidă pe Vadim, promițându-i că, în cazul respectării poruncii, îi va reda drepturile și demnitățile sale princiare.
Nersan a acceptat condițiile și i s-a pus în mână o sabie. El a înaintat cu sabia în mână, dar, cu toate acestea, a fost cuprins brusc de frică, așa că s-a oprit și nu a putut să-și ridice brațul pentru a-l lovi o vreme pe stareț. Nersan a încercat să se îmbărbăteze și a continuat, cu mâinile tremurânde, să țintească părțile corpului lui Vadim. O combinație de frică, rușine, remușcare și respect a făcut ca loviturile lui să fie slabe și nesigure. Rănile suferite de Vadim au fost atât de numeroase încât se spune că martorii oculari ai crimei au admirat răbdarea lui neclintită.
Martirul creștin și-a dojenit torționarul, spunându-i: „Nefericitule Nersan, până unde îți vei duce apostazia? Cu bucurie merg să întâlnesc moartea, dar aș dori să pier de altă mână decât de a ta: de ce trebuie ca tocmai tu să fii călăul meu?”
Nersan a avut nevoie de patru lovituri de sabie ca să separe capul lui Vadim de corp. La scurt timp după aceea, Nersan s-a sinucis. Trupul martirului Vadim a fost aruncat de sasanizi în afara orașului, dar a fost luat și îngropat în secret de creștini. Ucenicii lui Vadim au rămas încă patru ani în temniță și au fost eliberați abia în anul 379, după moartea regelui Șapur.